# 幽霊屋敷の恐怖 血を吸う人形
『幽霊屋敷の恐怖 血を吸う人形』（ゆうれいやしきのきょうふ ちをすうにんぎょう）は、1970年（昭和45年）7月4日に公開された日本の特撮恐怖映画。製作・配給は東宝。カラー、シネマスコープ作品。本作品と同じく山本迪夫が監督を務めた『悪魔が呼んでいる』と2本立てで公開された。英題は、“VAMPIRE DOLL”。恐怖映画「血を吸うシリーズ」の第1弾。
キャッチコピーは「霧が流れる無気味な森 美しい唇が…ナイフが迫る 呪いに蘇った死美人が 生血を求めてすすり泣く…」。

## あらすじ
激しい雷雨の夜、婚約者の野々村夕子に逢いに屋敷を訪れた佐川和彦は、半月前に起きた夕子の事故死を夕子の母・志津から知らされる。夕子の死を信じられないまま和彦は屋敷に泊まることになるが、雷鳴と共にかすかに女の泣き声が聞こえてくる。また、ある部屋の前に立ち止まってドアの鍵穴を覗くと、誰かが座っている。その部屋に入り、クローゼットを開けた先には夕子の姿があった。その瞬間、和彦は後方から誰かに殴られて気絶する。気がつき、ふと部屋の窓の外に視線を走らせればまたも夕子の姿があったが、その夜を境に和彦の行方は途絶えてしまう。
婚約者に逢いに行ったまま戻らない和彦の消息を訪ね、妹の佐川圭子は恋人の高木浩と共に夕子の屋敷を訪れる。だが、そこで屋敷の主である志津から、夕子が死亡したことや和彦がすでに帰ったことを告げられる。その言葉に疑惑を抱いた圭子は屋敷を探るうちに、ある部屋で和彦が夕子に贈ったはずのプレゼントを発見したうえ、夕子の墓のそばで血の付いた和彦のカフスボタンを拾う。和彦がいることを確信した圭子と浩は、車の故障を口実として屋敷に泊まる。
その夜、部屋で圭子と浩は女のすすり泣く声を聞く。ますます志津を不審に思う圭子は屋敷に留まり、彼女を警戒する。深夜、屋敷を探っていると血まみれの手にナイフを持つ夕子が現れる。圭子と浩は野々村家の過去と事故で亡くなった夕子の生い立ち、死亡した経緯を調査していくうちに、死亡診断書から夕子の死亡時に立ち会った医師の山口淳之介を注視する。浩は山口が営む医院で患者として通院していた人夫の男から、夕子が死後に土葬された事実を聞き出す。圭子は和彦の消息を再び問い質すべく、屋敷に戻る。
その夜、人夫の男は浩の要請で夕子の墓を掘り返すが、棺にはマネキン人形が入れられていた。驚愕して逃げ出した男の前に夕子が現れる。男の悲鳴を聞いた浩は、森の中を彷徨う夕子を目撃する。圭子は屋敷のある部屋に閉じ込められてしまうが、そこには醜く変わり果てた兄・和彦の死体が椅子に座らされていた。ショックで悲鳴を上げる圭子の声に、山口による催眠術で意識が遠ざかりかけていた浩は我に返り、圭子を救い出す。逃げようと玄関に走った圭子と浩の前に夕子が現れるが、彼女に自身が父であることを告げようとした山口は夕子に喉を掻き切られて絶命し、術者の死によって催眠術の呪縛が解けた夕子は元の死体に戻る。その直後、圭子が悩まされていたすすり泣きの声が流れるが、それは強姦されて出産したとはいえ愛情を注いだ娘の身に襲いかかった悲劇を嘆く、志津の嘆きだった。

## 解説
吸血鬼を題材にした「血を吸うシリーズ」であるが、吸血鬼は本作品には登場せず、死から特殊な催眠術で甦り、殺人を衝動的に犯してしまう、悲しい女性の姿が描かれている。
プロデューサーの田中文雄によれば、当時の東宝は映画斜陽期にあって興行成績がジリ貧となっており、新味を求めた企画として田中の「好きな題材」という怪奇路線に材を求め、イギリスのハマー・プロの「ドラキュラ映画」を参考に、「日本にもドラキュラを」との趣向で本作品が企画された。本編監督を担当した山本迪夫の嗜好はショック場面で押す「ショッカー映画」だったので、田中の嗜好であるおどろおどろしい「怪奇映画」と両者の要素を織り込んだ形でストーリーが練られた。
田中は楳図かずおのファンでもあり、楳図の漫画作品『ミイラ先生』や『赤んぼう少女』などの作品からイメージを構築した。直接の原案として、「催眠術で死者を蘇らせる」という、エドガー・アラン・ポーの怪奇小説『ムッシュー・バルディモアの真相（ヴァルドマール氏の症例の真相）』を下敷きにしたと語っている。
さらに、田中は制作前に松竹から『吸血鬼ゴケミドロ』（1968年）を借りて参考試写を行った。「明るく楽しい東宝映画」という従来路線とは異なる怪奇映画企画に、スタッフには戸惑う向きも多かったという。野々村夕子役には小林夕岐子が選ばれたが、小林は脚本を読んでこの役が気に入り、大乗り気で演じたと語っている。出演者には、東宝の俳優よりも日活からフリーになった俳優が多く参加している。ヒロイン役の松尾嘉代は、本作品の直前に山本が監督していたテレビドラマ『恋の罠』にも主演しており、姉殺しの犯人を追う妹という本作品にも通ずる役どころを演じていた。
山本の発案で、小林の吸血鬼メイクには瞳を金色にするためにカラーコンタクトレンズが使われた。小林によればこのレンズはまったく視界が無く、撮影のたびに物にぶつかりそうになったが、ビジュアル面で絶大な効果を上げただけでなく、それがかえって不安な印象を画面に与えたと評価されている。
幽霊屋敷の全景は、ミニチュアで表現された。
音楽は眞鍋理一郎が担当した。ゴシックホラーの雰囲気からチェンバロを使用し西洋的な音楽としている。
並映作品の角田喜久雄の小説『黄昏の悪魔』を原作とする『悪魔が呼んでいる』も、本作品と同じく山本がメガホンをとっている。当初、山本は怪奇映画の製作に乗り気ではなかったため、もう1本好きなものを撮って良いと東宝から許可を得て、本作品と同時進行で製作されている。また、両作品とも同じスタッフ編成とすることで製作費を節減する狙いもあった。
本作品は公開されるや女性層を中心に支持を集めてヒットとなり、続く『呪いの館 血を吸う眼』、『血を吸う薔薇』と、「血を吸うシリーズ」が連作されることとなった。

## キャスト
- 佐川和彦[出典 6]：中村敦夫
- 野々村夕子[出典 7]：小林夕岐子
- 佐川圭子[出典 6]：松尾嘉代
- 高木浩[出典 6]：中尾彬
- 野々村志津[出典 6]：南風洋子
- 源造[出典 7]：高品格
- 吏員[出典 7]：浜村純
- 運転手[出典 7]：堺左千夫
- 人夫[出典 8]：二見忠男
- 係員[9][7]：関口銀三
- 山口淳之介[9][7]（医師山口[6]）：宇佐美淳也

## スタッフ
参照
- 製作：田中友幸、田中文雄
- 脚本：小川英、長野洋
- 撮影：原一民
- 美術：本多好文
- 録音：富田実
- 照明：佐藤幸次郎
- 音楽：眞鍋理一郎
- 整音：東宝ダビング
- 監督助手：渡辺邦彦
- 編集：岩下広一
- 合成：三瓶一信
- 擬闘：宇仁貫三
- 現像：東京現像所
- 製作担当者：鈴木政雄
- 監督：山本迪夫

### ノンクレジット（スタッフ）
- スチール：中尾孝[3]

## 映像ソフト
- 2005年4月28日に東宝ビデオよりDVDが発売された[16]。オーディオコメンタリーは小林夕岐子[16]。血を吸うシリーズ3作品を収録したDVDボックス『血を吸う箱』も同時発売[16]。
- 2014年2月7日に期間限定プライス版として再発売された。
- 2015年8月19日に東宝DVD名作セレクションとして再発売された。
- 2022年2月16日に東宝より「血を吸うシリーズ」3作品と『悪魔が呼んでいる』をBD2枚組に収録した『血を吸うシリーズ＋悪魔が呼んでいるBlu-ray2枚組』が発売された[17]。